# Clan Johnstone
Il Clan Johnstone è un clan scozzese che fu coinvolto in molte battaglie lungo il confine scozzese.

## Storia

### Origine del nome
Il termine Johnstone deriva da "John's toun" (città di John), non da "John's stone" o "John's son". Storicamente, "Johnston" è stato un modo differente in cui pronunciare il cognome. La prima persona che si conosca che abbia avuto tale nome fu John of Johnstone, che nel 1174 diede il suo nome ai territori di Annandale, in Dumfrieshire, che gli fu concesso. Suo figlio, Gilbert Johnstone (Gillibertus de Johnistoun) appare nelle documentazioni fra il 1194-1214 in poi, presumibilmente prendendo il proprio cognome dalla città fondata da suo padre - Johnstone o John's toun.
Il nipote di Gilbert, chiamato John Johnstone fu un cavaliere della regione di Dumfries; firmò inoltre il rotolo Ragman di Edoardo I d'Inghilterra nel 1296.
A quel tempo la città di Perth era conosciuta con il nome di St Johnston e Johnstonburn in East Lothian e fu in seguito chiamata Jonystoun. In queste zone vi sono documenti che attestano la presenza del Clan Johnstone.

### Guerre d'indipendenza scozzesi
Attorno al 1218, William Wallace concesse a Johnstone di Eskdale il castello di Lochmaben.
John Johnstone fu uno dei signori scozzesi più attivi lungo il confine con l'Inghilterra e resistette all'avanzata anglosassone dal 1377 al 1379, partecipando alla battaglia di Solway nel 1378. Dieci anni più tardi, nel 1388, il clan Johnstone partecipò anche alla battaglia di Otterburn.

### XV secolo - Guerre di frontiera anglo-scozzesi
Attorno al 1413, i Johnston della frontiera occidentale divennero il gruppo più influente all'interno del Clan Johnston. Nel 1448 il clan prese parte alla battaglia di Sark contro gli inglesi, uscendone vincitore.
Adam Johnstone appoggiò il re Giacomo II di Scozia nel deporre il clan Douglas; ottenne così come ricompensa il controllo dei territori di Buittle e Sannoch presso il castello di Threave.
John Johnstone, il figlio maggiore di Adam, fu il capostipite del ramo Annandale e suo fratello Matthew, che sposo la figlia del conte di Angus fu il capostipite del ramo west Hall del clan. In seguito, la dinastia di John divenne la principale del clan Johnstone.

### XVI secolo - Conflitti fra clan
Successivamente, vi fu una forte faida fra il Clan Johnstone e il clan Maxwell. Tale rivalità giunse ad una conclusione il 7 dicembre 1593 durante la battaglia di Dryfe Sands, non lontano da Lockerbie. Le truppe del clan Maxwell assalirono la città di Lockerbie, detenuta dai Johnstone. Questi ultimi tennero la gran parte dei soldati nascosti, mandando fuori solo uno sparuto manipolo di uomini a cavallo per provocare i Maxwell. Poi, i Johnstone attaccarono prendendo di sorpresa i nemici mentre erano intenti ad attraversare il fiume Annan. Durante la battaglia, perirono numerosi uomini del clan Maxwell ed anche il loro condottiero, Lord Maxwell.
Il capoclan dei Johnstone non subì punizioni dal re per la propria condotta, tuttavia fu assassinato dal successore alla guida del clan Maxwell nel 1608.
Un'altra lunga faida venne a crearsi con il clan Moffat, altro clan scozzese della zona vicina al confine con l'Inghilterra. L'apice dello scontro si ebbe con l'assassinio del capoclan dei Moffat nel 1557; a seguito di ciò, i Johnstone appiccarono il fuoco alla chiesa locale, al cui interno si trovavano i membri più importanti del clan avverso, ed assassinarono chiunque tentasse di fuggire. Dopo tale episodio, il potere del clan Moffat fu sostanzialmente annichilito e settant'anni più tardi tutti i territori di proprietà dei Moffat, enormemente indebitatisi, furono passati ai Johnstone.

### XVII secolo - Guerra civile
Durante la guerra civile, il clan Johnstone appoggiò la causa realista del re Carlo. Nel 1633, Carlo I nominò Lord James Johnstone, capoclan dei Johnstone; dieci anni dopo fu fatto conte di Hartfell. A seguito della sconfitta di Carlo I nella guerra civile, sia il capoclan dei Johnstone che il suo primogenito furono imprigionati nel castello di Dumbarton e nel Castello di Edimburgo. Dopo il ritorno al potere degli Stuart, il re Carlo II ricompensò la fedeltà del clan Johnstone ricompensandone il capostipite con i titoli di conte di Hartfell e Annandale, visconte di Annan e Signore Johnstone di Lochwood, Lochmaben, Moffatdale e Evandal. Il clan divenne iù tardi giacobita.

### XVIII secolo
Dal 1700 il capoclan fu innalzato dal rango di Signore a quello di conte di Annandale e segretario di Stato. John II of Wster Hall fu nominato Baronetto della Nuova Scozia.

## Profilo del clan
- Motto del clan: Nunquam non paratus (Mai sprovveduti).[5]
- Segno distintivo: Biancospino rosso.[5]